# Sébastien Martiny
Sébastien Martiny, né le 27 février 1985 à Sucy-en-Brie, est un ancien trampoliniste français. 
Il est médaillé d'argent aux Championnats d'Europe en synchronisé en 2008 et en 2010, médaillé d'argent en synchronisé aux Championnats du monde de trampoline 2009, aux Jeux mondiaux de 2009 et aux Championnats du monde de trampoline 2010 et médaillé de bronze en synchronisé aux Championnats du monde de trampoline 2015. Il est champion de France de trampoline en 2013, 2014 et 2015 et vice-champion de France en 2016.
Il obtient la 10ème place aux Jeux Olympiques de Rio en 2016.
Il est de nouveau vice-champion du monde en synchronisé avec Allan Morante en 2018.
Il est médaillé de bronze en synchronisé aux Jeux européens de 2019.
En mai 2021, à l'âge de 36 ans, il annonce qu'il met un terme à sa carrière sportive.
Durant les Jeux olympiques 2020 à Tokyo, il est consultant pour Eurosport et commente les épreuves de trampoline.